# Lucius Vinicius
Lucius Vinicius est un sénateur romain de la fin de la République romaine. Il est consul suffect en 33 av. J.-C.

## Famille
Lucius Vinicius est un homo novus dont la famille est originaire de Calès en Campanie et membre de l'ordre équestre romain.
Il a au moins un fils, Lucius Vinicius, qui est consul suffect en 5 av. J.-C.

## Biographie
Il est partisan de Jules César et est élu tribun de la plèbe en 51 av. J.-C. Durant son mandat, il met son veto à un senatus consultum ultimum dirigé contre César,.
Vinicius soutient ensuite Octavien et se voit nommé consul suffect le 1er octobre 33 av. J.-C. avec Quintus Laronius, remplaçant Gaius Fonteius Capito et Marcus Acilius Glabrio.
Il est ensuite probablement proconsul d'Asie, sans doute dans une période comprise entre 28 et 25 av. J.-C.,